# Marina Kolonina
Kolonina Марина, née en 1970, est une pentathlonienne pentathlon moderne URSS,  Russie.

## Palmarès
| Discipline/Année                           | 1986 | 1989 | 1998 | 1999 | 2000 | 2001 | 2002 | 2003 | 2004 |
| ------------------------------------------ | ---- | ---- | ---- | ---- | ---- | ---- | ---- | ---- | ---- |
| Championnats du monde seniors Individuel   | -    | 5    | -    | -    | -    | -    | 8    | 10   | 14   |
| Championnats du monde seniors Équipe       | -    | -    | -    | 1    | -    | -    | 2    | 2    | 3    |
| Championnats du monde seniors Relais       | -    | -    | -    | -    | -    | -    | -    | 2    | -    |
| Championnats d'Europe seniors Individuel   | -    | -    | -    | -    | -    | -    | -    | 10   | -    |
| Championnats d'Europe seniors Équipe       | -    | -    | 3    | 1    | -    | -    | -    | -    | -    |
| Championnats d'Europe seniors Relais       | -    | -    | -    | -    | -    | -    | -    | -    | -    |
| Championnats de URSS, de Russie Individuel | 3    | -    | -    | 2    | -    | -    | -    | 2    | -    |

Ce palmarès n'est pas complet